# Богатов, Николай Алексеевич

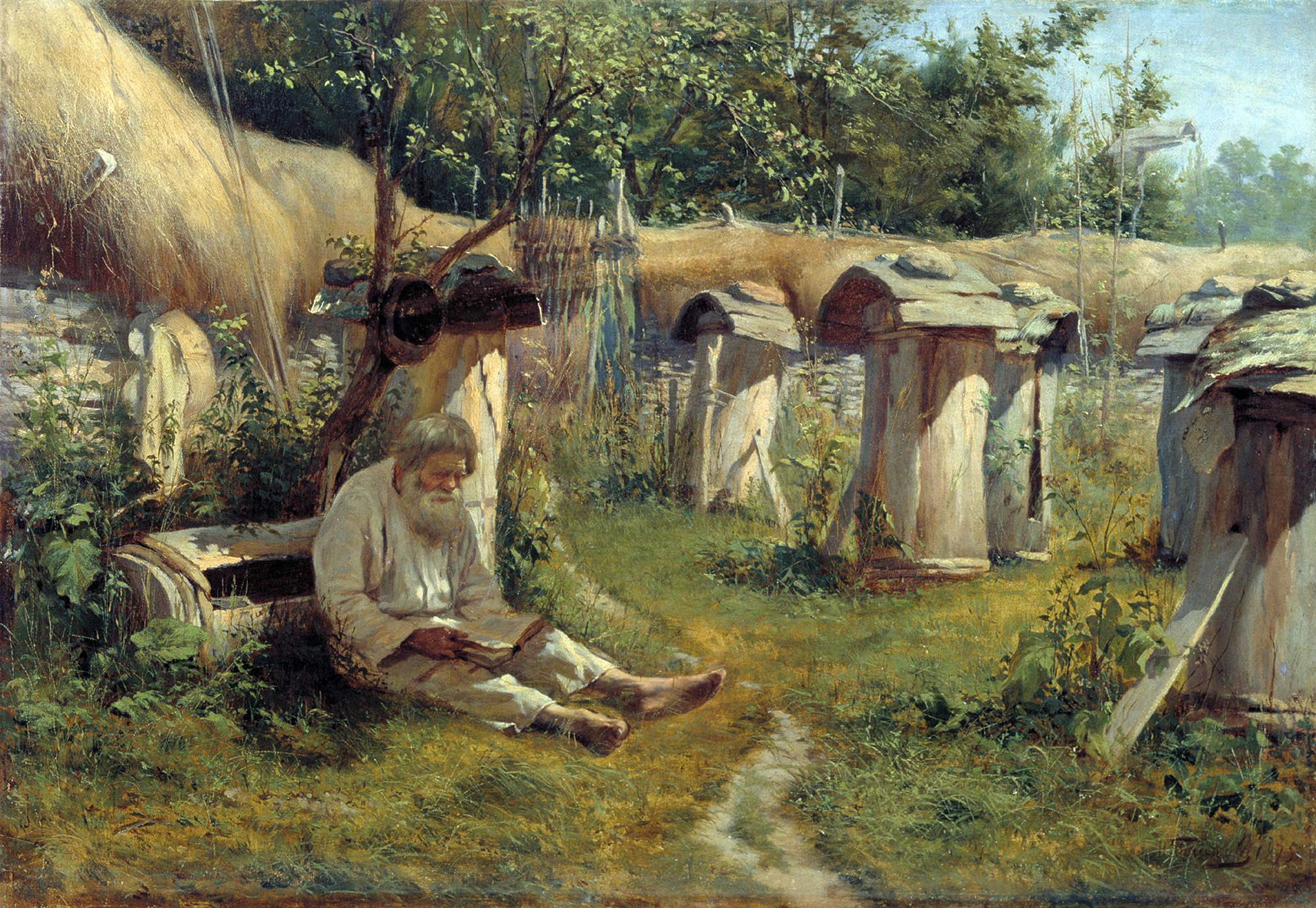
Николай Богатов «Пасечник» (1875)

Николай Алексеевич Богатов (1854—1935) — русский художник, график, занимался литографией, работал в области пейзажа и портрета, иллюстрировал произведения русской классики и фольклора.
Н. А. Богатов исполнил иллюстрации (литографии) к произведениям Ф. М. Достоевского, М. Ю. Лермонтова и других писателей.

## Биография
Родился 16 декабря 1854 года в Москве в семье придворного служителя.
Окончил Московское училище живописи, ваяния и зодчества (МУЖВЗ) в 1875 году. Занимался под руководством В. В. Пукирева, Е. С. Сорокина и В. Г. Перова.
Его первые самостоятельные работы «Лошадь на крестьянском дворе» и «Отдых волов на пашне» имели успех среди преподавателей и студентов МУЖВЗ — последняя получила в 1874 году большую серебряную медаль училища. По представлению МУЖВЗ Богатову Академией художеств было присвоено звание классного художника.
Участник выставок с 1872 года — Московское училище живописи, ваяния и зодчества, Московское общество любителей художеств; участвовал в выставках Общества русских акварелистов. С 1897 по 1913 годы (с перерывами) принимал участие в выставках Санкт-Петербургского общества художников.
В 1878 году Богатов стал членом Московского общества любителей художеств, с 1881 года экспонировал свои работы на выставках Общества (до 1903 года, с перерывами). Преподавал в Училище изящных искусств Гунста. С 1886 года по 1924 годы участвовал в деятельности художественного кружка «Среда» (Шмаровинские среды).
С 1891 года Богатов работал художником-иллюстратором в журнале «Вокруг света», издаваемого И. Д. Сытиным.
Сын художника — прапорщик Николай Николаевич Богатов (1881—1915) погиб на фронте.
Умер 7 октября 1935 года в Москве.

## Творчество
Н. А. Богатов своим творчеством соответствовал установкам передвижников. Жанровые картины художника — «Девочка с гусями» (1875), «Дети в лесу» (1883), «Стадо у реки» (1895), «Труженики» (1897), «В ожидании парохода», «Девочка в красном сарафане», «В горах» — впервые появлялись на выставках передвижников. Создал серии иллюстраций к произведениям Пушкина, Тургенева, Достоевского, Мамина-Сибиряка, Григоровича. Рисунки на охотничьи темы печатались в журнале «Природа и охота».
Его работы имеются в Государственной Третьяковской галерее, Чувашском государственном художественном музее Архивная копия от 16 января 2017 на Wayback Machine, музеях Омска, Севастополя, Сыктывкара, Твери и других.